# Ґродзтво (Влоцлавський повіт)
Ґродзтво (пол. Grodztwo) — село в Польщі, у гміні Коваль Влоцлавського повіту Куявсько-Поморського воєводства.
Населення — 296 осіб (2011).
У 1975-1998 роках село належало до Влоцлавського воєводства.

## Демографія
Демографічна структура станом на 31 березня 2011 року:
|          | Загалом | Допрацездатний вік | Працездатний вік | Постпрацездатний вік |
| -------- | ------- | ------------------ | ---------------- | -------------------- |
| Чоловіки | 150     | 31                 | 110              | 9                    |
| Жінки    | 146     | 23                 | 98               | 25                   |
| Разом    | 296     | 54                 | 208              | 34                   |